# 파코메리
파코메리(Pacomeri)는 화장품, 건강식품 등을 생산, 판매하는 대한민국 서울특별시 소재의 화장품 유통사, 브랜드이다.

## 연혁
- 2005.09.21 (주)파코메리 법인 설립
- 2005.10.01 대표이사 박형미 취임